# Henrik Sjögren (läkare)
Henrik Samuel Conrad Sjögren, född 23 juli 1899 i Köping, död 17 september 1986 i Lund, var en svensk läkare och oftalmolog. Han har givit namn åt den autoimmuna sjukdomen  Sjögrens syndrom.
Sjögren blev medicine licentiat i Stockholm 1927 och tjänstgjorde på Serafimerlasarettet och Sabbatsbergs sjukhus under åren 1928–1935. År 1933 blev han medicine doktor vid Karolinska institutet på avhandlingen Zur Kenntnis der Keratoconjunctivitis sicca: Keratitis filiformis bei Hypofunktion der Tränendrüsen  Han blev docent i oftalmiatrik vid Göteborgs universitet 1957. Under åren 1936–1967 var han verksam som chef för ögonavdelningen vid Jönköpings lasarett, varefter han bosatte sig i Lund.
Sjögren tilldelades professors namn 1961. I maj 1986 var han hedersordförande vid det 1:a internationella seminariet om Sjögrens syndrom i Köpenhamn i  Danmark.
Henrik Sjögren är begravd på Norra begravningsplatsen utanför Stockholm.